# Richard Winckler
Richard Winckler est un acteur français.

## Filmographie

### Acteur
- 1957 : Le colonel est de la revue de Maurice Labro
- 1957 : Marchands de filles de Maurice Cloche : Henri
- 1959 : Ce corps tant désiré de Luis Saslavsky : François
- 1959 : La Vache et le Prisonnier d'Henri Verneuil : l'évadé déguisé en SS
- 1960 : Normandie-Niémen de Jean Dréville : le lieutenant Simonet
- 1960 : Les Mordus de René Jolivet : Lotz
- 1960 : Une gueule comme la mienne de Frédéric Dard : un officier allemand
- 1962 : La Planque de Raoul André
- 1962 : Le Quatrième Sexe de Michel Wichard : Michel Aurel

### Scénariste
- 1963 : La Bande à Bobo de Tony Saytor
- 1971 : Le Saut de l'ange d'Yves Boisset